# Andrej Stackenschneider
Andrej Ivanovič Štakenšnejder, traslitterato anche nella forma tedesca Stackenschneider (in russo Андрей Иванович Штакеншнейдер?; Gatčina, 6 marzo 1802 – Mosca, 20 agosto 1865), è stato un architetto russo.
Il suo approccio eclettico e la sua competenza sugli stili è palese nei dieci palazzi costruiti su suo progetto a San Pietroburgo. Gli viene spesso attribuito il passaggio dell'architettura russa dal neoclassicismo al romanticismo.

## Biografia
Nato in una facoltosa famiglia, Stakenschneider studiò presso l'Accademia russa di belle arti aiutando August de Montferrand nel sovrintendere alla costruzione della Cattedrale di Sant'Isacco. 
Egli fu un revivalista, trovando la sua ispirazione negli stili greco, rinascimentale, barocco e gotico. La sua prima opera indipendente fu il castello neogotico a Keila-Joa, una residenza del conte Alexander von Benckendorff vicino a Tallinn.
Alla fine degli anni 1830, Stakenschneider emerse come capo architetto della corte di Nicola I di Russia. Per questo monarca e per i suoi figli egli progettò il Palazzo Mariinskij (1839–44), il Palazzo Nikolaevskij (1857–61), il Palazzo del granduca Michail e il nuovo Palazzo Beloselskij-Belozerskij (1846–48) per la principessa Kočubej. 
A Petergof fu responsabile del palazzo Farm (1838–55), del palazzo Belvedere e di numerosi padiglioni del giardino.
Stakenschneider restaurò numerose camere nel Palazzo d'Inverno e applicò il linguaggio del revivalismo greco al palazzo reale di Oreanda, in Crimea (1842–52, andato distrutto da un incendio nel 1882).

## Immagini di opere di Stackenschneider

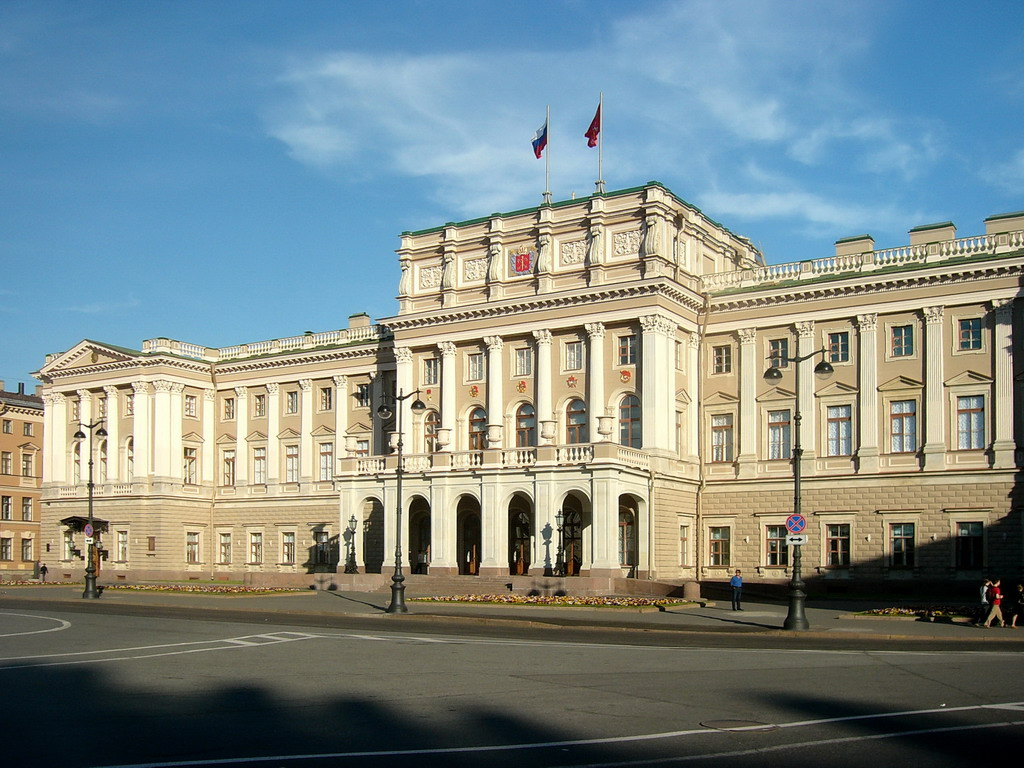
Palazzo Mariinskij a San Pietroburgo
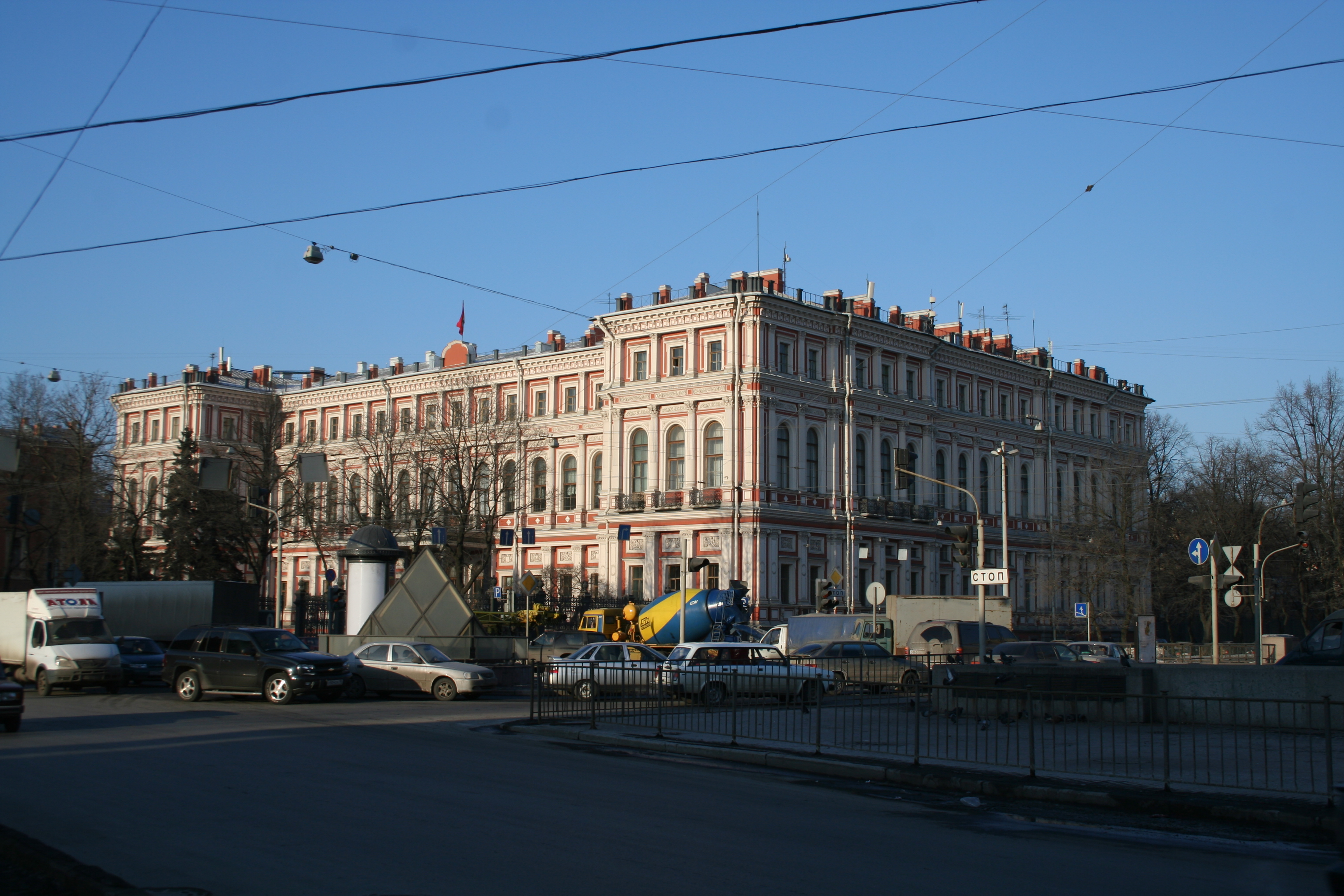
Palazzo Nikolaevskij a San Pietroburgo
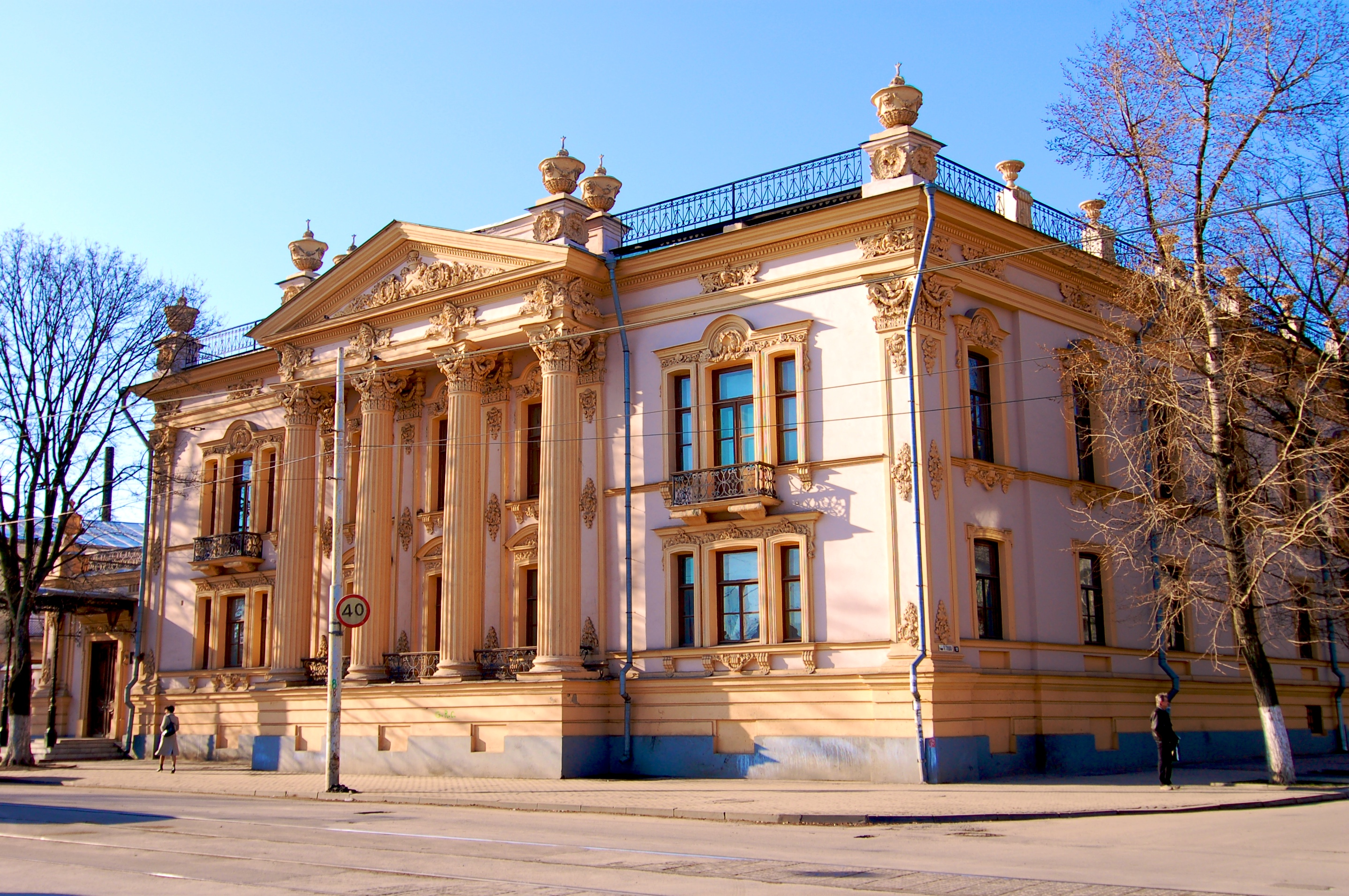
Palazzo Alferaki a Taganrog
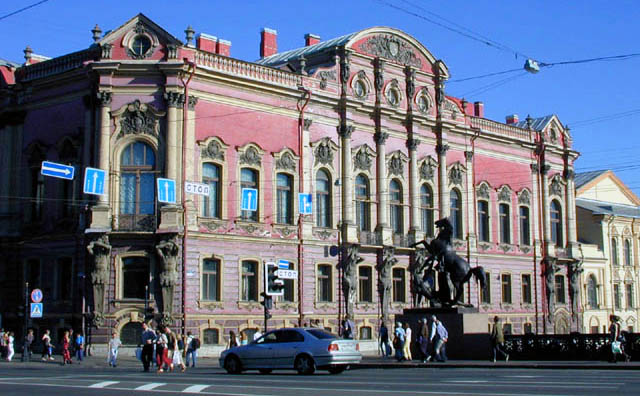
Palazzo Beloselskij-Belozerskij a San Pietroburgo
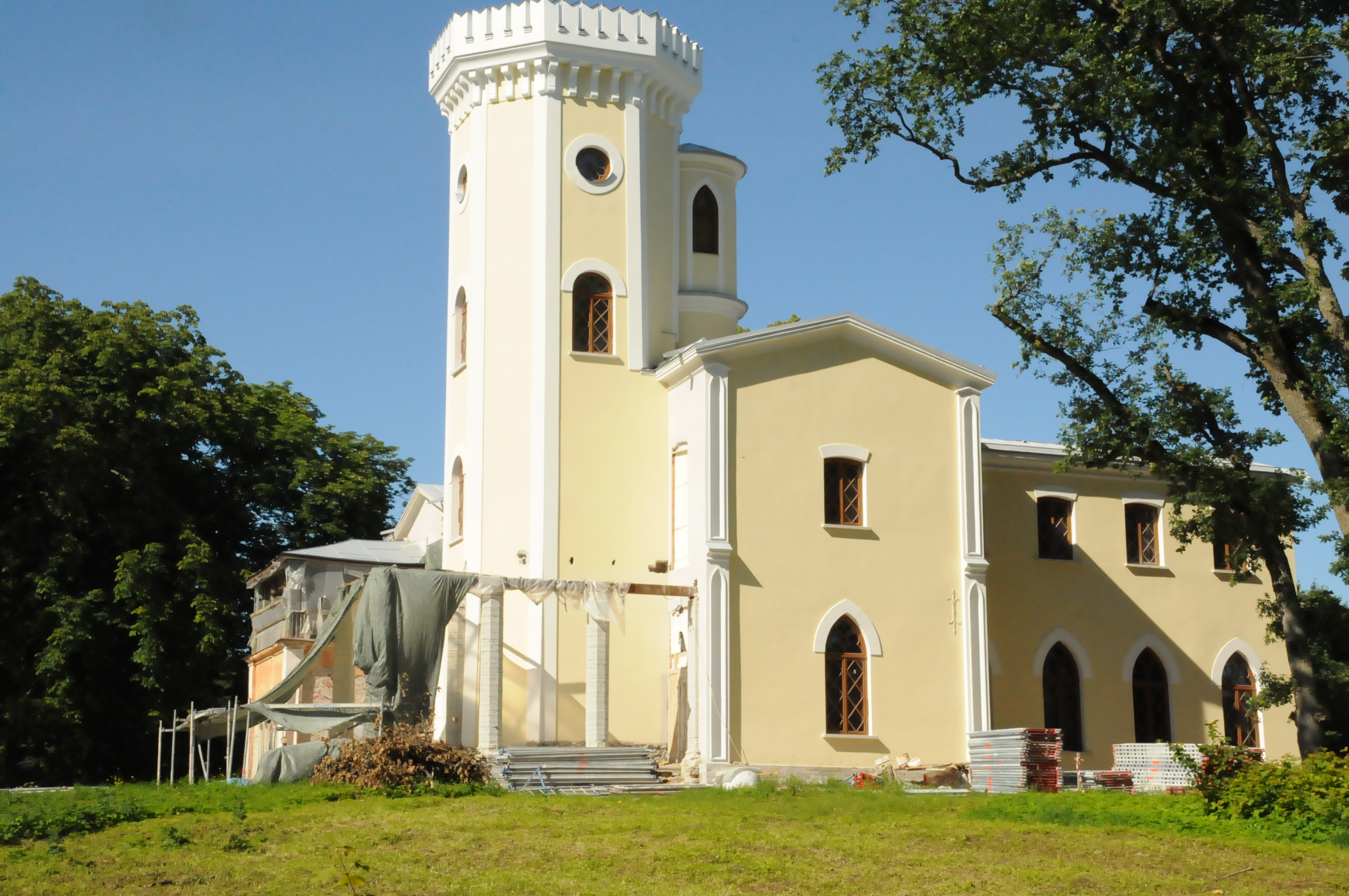
Residenza Keila-Joa in Estonia